# 支应遴
支应遴（1889年—1959年），字聘卿，山西闻喜县人，中国近代政治人物、军事人物。

## 生平
幼年读私塾，1906年，考入太原陆军小学堂。1910年由杨彭龄介绍，加入同盟会。辛亥太原起义后，藩库被乱兵所抢，支应遴参加军政府组织的学生队维持秩序，后任学生队管带。清军攻占娘子关后，支应遴随温寿泉所率南下民军进军河东，并在闻喜招兵并参加平阳之战。民国元年，晋南民军编为一个混成旅，支应遴担任运城城防营长。以后投奔冯玉祥部，毕业于北京南苑航空学校。在冯部曾任上尉参谋、团副、旅长、师长等职。中原大战失败后，任汾阳军官学校校长。
1934年在宋哲元部参谋长任内，曾参加中国共产党，后失去联系。抗日战争中曾任国民革命军第九十六军游击指挥官，第一战区参议等职。抗日战争胜利后，1945年，担任西安长咸师管区副司令，后免职，任西安市东南小学总务处长。中华人民共和国成立后，任山西省各代会代表、省政府委员、山西省人民法院院长。1954年1月参加民革。1955年，担任山西省政协副主席。1959年逝世，享年70岁。